# 女流
女流（1988年10月3日—），本名石悦，是中国大陆网络视频作者、游戏解说、游戏媒体人。石悦出生于内蒙古自治区赤峰市宁城县。是内蒙古自治区2006年理科高考状元，本科入读清华大学建筑系，研究生阶段就读于北京大学城市规划与设计学院。女流于2010年首次在优酷网发布小游戏解说视频，并成为视频作者。女流的早期作品以小游戏解说视频为主。但近年已转型为游戏主播，签约并活跃于视频直播网站斗鱼，直播内容以主机游戏和独立游戏的实况解说为主。

## 生平
1988年10月3日，石悦出生于内蒙古自治区赤峰市宁城县，是家中长女。其父是一名建筑行业从业者。她在年幼时已经对游戏产生了浓厚的兴趣，她与游戏的渊源来自于其父在1994年购买的一台任天堂红白机，她由此接触到了大量游戏。石悦在回忆幼时经历时说，“我从小就爱玩游戏，那时没赶上大网游时代，就打《超级玛丽》，后来变成了主机游戏”，家里的红白机卡带已经多到连外壳都不要了，只留中间卡条，码齐放在一个大纸盒里，“那时候都分不清楚是哪一个游戏，都是插在机子上才能知道”。
石悦在中小学时期就一直名列前茅，并在校内担任班长、大队长、学生会主席等职务。她高中就读于宁城高级中学。在2006年高考中，石悦取得702.5分的成绩，成为内蒙古自治区高考理科第一名。在高中老师的建议下，她入读了清华大学建筑系。
2010年5月8日，正值大三的石悦以“女流”为名发布了自己的首个游戏解说视频，成为优酷网上的首批视频作者。在谈到自己的首部视频时，女流说，“我自说自话，假装有观众，结果完全没人看，仅有的几个点击也是自己刷的。”她初期的视频作品默默无闻，并未得到太大关注，但之后便逐步走红。在视频作者时期，她的作品多以短视频为主，主要介绍小游戏和独立游戏，并将“分享最新最特别的小游戏”作为创作主轴。2011年，石悦以推免生身份进入北京大学城市规划与设计学院攻读硕士学位，其间还因前往台湾新竹国立交通大学作交换生而一度停止更新。女流后来在评价这段时期的经历时表示，“那个时候做视频真的完全是一个兴趣，可能连一个副业都算不上这么一个兴趣。”
大学毕业后，女流选择投身游戏界，并于2014年获完美世界聘用参与制作游戏节目，担任编导与节目主持。其后于2015年转投优酷网负责海外游戏引进工作。在全职工作以外，女流开始尝试投身于网络直播行业，并于其后的2016年9月进一步成为专职主播。她表示，“我因为兴趣而成为自媒体人，但进入公司后，兴趣却没法在岗位上得到发挥。”
2015年2月，女流正式在斗鱼网主机游戏区开设直播间，转型成为网络主播，并由此引发舆论对于高考状元转型游戏主播的热议和对其行为的质疑。《钱江晚报》以“她曾是省状元 读完清华北大却成了游戏主播”为题刊发了专题报道。而《中国青年报》则引述部分网友“浪费国家教育资源”的指责对她进行了专访，女流回应表示，游戏主播和“学霸”两者不矛盾，“贵贱在自身，高低靠用心”。她在2016年接受央视采访时说，“好的直播一定能经受住时间的考验，我知道内容是最强的”。她认为，“我追求的东西并不是粉丝数、不是播放量，而是我做的是自己喜欢的事情，这样也不辜负我当初放弃建筑来做这个行业。” 2016年9月，女流以素人身份参与央视综艺节目《加油！向未來》，成为女流的综艺首秀。
2018年5月，女流和寅子等主播被斗鱼网调整至新成立的“新游前线”分区，女流亦在调整分区后推出了VR游戏直播等新的直播形式。2018年12月，女流与新浪游戏合作推出主题综艺节目《六食记》，并担任节目主持。2021年5月，获选内蒙古自治区青年联合会委员。
2022年9月9日，女流宣布与斗鱼主播、IG电子竞技俱乐部守望先锋分部前队员何浩佳（yjjpaopao）结婚。2023年12月，女流在斗鱼网停止直播。2024年8月，女流转至抖音平台直播。

## 事业

### 视频作者时期
当谈到自己网名的来由时，女流说，自己看到从事游戏行业的多数是男生，她认为女生也能在这个行业拥有一席之地，因而打算取名“女流之辈”，但该名称已被注册，她因而索性用“女流”作为自己的网名。她表示，“我是想提醒自己，在游戏产业，我要理解多数男性粉丝们不同的感受，我想告诉别人，女生也能玩好游戏。”
在作为视频作者期间，女流制作了许多关于小游戏的解说视频，其中包括了《变态人生大冒险》、《湖景小屋》、《管道冒险》和《风之旅人》等游戏。于2010年，她发布的《迷画之塔》解说视频成为了她的首部视频作品。2011年，女流发布的解说视频《变态人生大冒险》在全网的播放量达到了1000万次，并为其带来了粉丝与媒体关注。《游民星空》指出，她的视频中介绍的“那些稀奇古怪的小游戏”，是她的视频广受欢迎的原因。《潇湘晨报》认为，视频作者时期的女流的游戏讲解极具亲和力，使得观看其作品的人十分温暖，顿生好感。其作品脱离了一般游戏视频走搞笑、猥琐路线或者是卖萌的路线，而走出了一条清新可人的风格，让人耳目一新。
在发布首部视频的6个月内，她在优酷网的关注人数就已超过了500万，长期占据了该网站小游戏区的首位，并开始得到媒体关注。在这一时期，她始终保持着每周2-3个视频的产量，积累了大量观众。《现代青年》杂志则认为，“女流的解说风格亲切随性，又不乏幽默，被称为解说中的解说，影响并启发了后来涌现的许多知名解说员。”

### 网络主播时期
尽管她曾在接受媒体访问时否认了转型为网络主播的可能性，但女流还是于2015年在斗鱼网开设了网络直播间。在作为游戏主播的时期里，她曾解说了《我的世界》、《桥梁工程师》、《几何冲刺》、《文明V》、《黑暗之魂》、《去月球》、《寻找天堂》、《和班尼特福迪一起攻克难关》、《星露谷物语》等游戏。在日常的游戏解说之外，女流亦开设了每周日更新的情感类电台节目《心灵砒霜》。她的直播时段主要是下午3时至7时，每天直播约5小时。截至2017年初，女流的直播时长已经超过了2000个小时，关注人数为136.5万，并已介绍了超过280款游戏。截止到2022年9月，女流在斗鱼网的关注人数达410万。
在直播内容的选择上，女流自述其对所直播的游戏有严格要求，平均六七款中才会选出一款进行直播，每天挑选游戏直播内容的时间远远超过直播时长。她表示自己更偏爱于主机游戏、单机游戏和独立游戏，“我希望我播的游戏是有意义的，不希望大家看我的直播是白看的”。女流自认为曾存在一段非常纠结的瓶颈期，但其后她逐渐将自己定位为内容提供者，并将个人的喜好与大众的审美相结合，以迎合受众。在她播出过的所有游戏中，女流认为《去月球》最令她印象深刻。她认为，“在虚拟世界里，以另外一个人的身份，走完了一生。等再从这个世界抽离出来时，整个人的精神世界都因此发生变化，更多元，更完整。” 《环球人物周刊》评论道，“不达目的不罢休”的性格是她获得成功的重要原因之一。
在游戏制作方面，女流于2017年参与了《百战天虫：战争武器》中文版的配音工作。2018年，女流在游戏《波西亚时光》中配音饰演流浪歌手“石六六”一角，并献唱了插曲《流浪者之梦》。2019年，女流为游戏《疑案追声》配音。
在商业推广方面，女流曾为索尼、微软等厂商提供商业代言。2017年1月，她为微软Windows 10操作系统拍摄了广告片《石在爱》。2017年3月24日，索尼互动娱乐在一场庆祝活动中向女流赠送了印有女流形象的定制版PlayStation 4，以感谢她在主机游戏推广上所做出的贡献，这使之成为首位将自己的形象印在主机上的中国人。2018年10月27日，英伟达赠予女流一块定制版RTX 2080 Ti显卡。她亦曾多次参与斗鱼嘉年华活动。
而在未来发展方面，女流将制作游戏列为自己的“中远期理想”。女流于2017年成立了女流工作室。她坦言，玩游戏和做游戏完全是站在桥的两端，“我觉得如果有一天能做出自己喜欢满意的游戏，就是自己的又一个突破。”女流表示她希望自己的直播内容能够朝多元化发展，“如果再选择的话，我会在进入直播行业之前学点才艺，全能主播的路更长，我的内容偏向单一化，但是现在已经无力回天。”

## 个人生活
女流的主要兴趣包括阅读及弹琴等，她对科幻小说尤其热衷，并曾在直播中向观众分享她喜爱的书籍和电影。此外，女流曾多次参加机动车驾驶人考试，但因科目二多次不合格而未取得机动车驾驶证，成为笑谈。2020年6月13日，女流于个人微博宣布通过了科目二考试。
在女流的影响下，她的弟弟石峰也以“安神豆腐渣”为名参与到网络直播中，并经常与女流在直播中互动。